# Jan Gebhard van Mansfeld

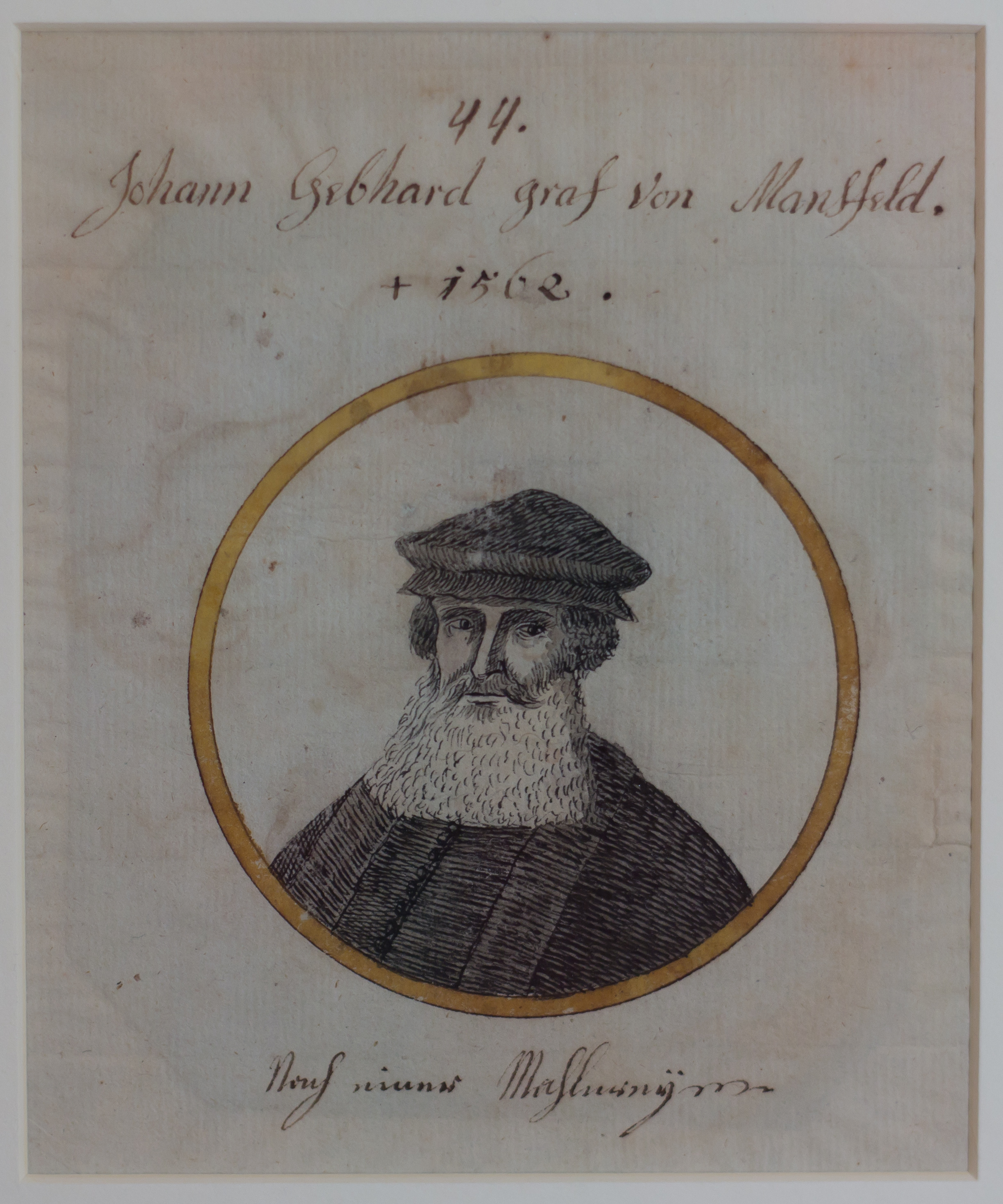
Jan Gebhard van Mansfeld

Jan Gebhard van Mansfeld, ook wel Johan Gebhard I, graaf van Mansfeld-Vorderort (1524 - 1562), was een vooraanstaand geestelijke in het Rijnland. Hij was proost van een aantal belangrijke kapittelkerken en aartsbisschop van Keulen.

## Levensloop
Jan Gebhard van Mansfeld was een telg uit het geslacht Van Mansfeld, een van de oudste adellijke geslachten in Duitsland. Hij werd in 1524 geboren als 16e kind van graaf Ernst II van Mansfeld-Vorderort en diens tweede echtgenote, Dorothea van Solm-Lich. Een van zijn broers was Peter Ernst van Mansfeld, die van 1592-94 landvoogd van de Zuidelijke Nederlanden was.
In 1538, op 14-jarige leeftijd, werd Jan Gebhard kanunnik van het Domkapittel in Keulen, waar hij later deken van werd. Op een onbekend moment werd hij proost van het Sint-Gereonkapittel in dezelfde stad. Op 15 februari 1557 werd hij door Filips II benoemd tot proost van het kapittel van Sint-Servaas in Maastricht. In die laatste hoedanigheid was hij tevens heer van de Elf banken van Sint-Servaas, Tweebergen en Mechelen-aan-de-Maas.
Op 26 juli 1558 werd hij gekozen tot aartsbisschop van Keulen. Tegen zijn verkiezing bestond bij sommige clerici in het keurvorstendom verzet, niet in het minst omdat hij reeds als kapittelheer in concubinaat leefde en als gevolg van zijn weelderige levensstijl schulden had. Ook had hij geen van de hogere priesterwijdingen ontvangen. De proost van het Bonner Munster trachtte zijn benoeming bij paus Paulus IV te verhinderen, maar in januari 1560 bevestigde de paus de keuze van het Domkapittel.
Ook als aartsbisschop zette Jan Gebhard de relatie met zijn maîtresse Tringin Jasbach voort. Hij zorgde ervoor dat zijn kinderen en zijn vele broers en zussen diverse bezittingen in en rondom Keulen verwierven. 
In 1559 vaardigde  paus Paulus IV de bul Super universas uit en voerde een hervorming van de bisdommenindeling door in de gebieden die tot de Bourgondische Kreits behoorden. Keulen verloor haar controle over het bisdom Utrecht, dat tot aartsbisdom werd verheven.
Jan Gebhard had een zwakke gezondheid. In 1562 zouden de Duitse keurvorsten in Frankfurt samenkomen om een nieuwe koning van Duitsland te kiezen, waarna de aartsbisschop van Keulen volgens de regels de nieuwe koning te Aken zou moeten kronen. Jan Gebhard was echter te ziek om naar Frankfurt af te reizen en hij stierf op 2 november 1562 op zijn buitenverblijf in Brühl. Door de slechte financiële situatie konden de artsen die hem bijgestaan hadden, niet betaald worden en was er zelfs geen geld om zijn moeder, die naar Brühl gereisd was, onderdak te verschaffen. Jan Gebhard van Mansfeld werd zonder decorum en zonder grafmonument bijgezet in de Keulse Dom, tussen de graven van zijn beide voorgangers.
De keurvorsten besloten daarop de koningskroning niet in Aken door de Keulse aartsbisschop te laten plaatsvinden, maar in Frankfurt door de plaatselijke aartsbisschop. Hiermee was een nieuwe traditie geboren en verloor de Akense Dom een belangrijk privilege.
- Gemeinsame Normdatei: 132619946
- Library of Congress Control Number: no2023078961
- Virtual International Authority File: 20850313
- WorldCat: E39PBJy4fTqHKTPvQyqvtvHcT3